# Rezeptsammelstelle

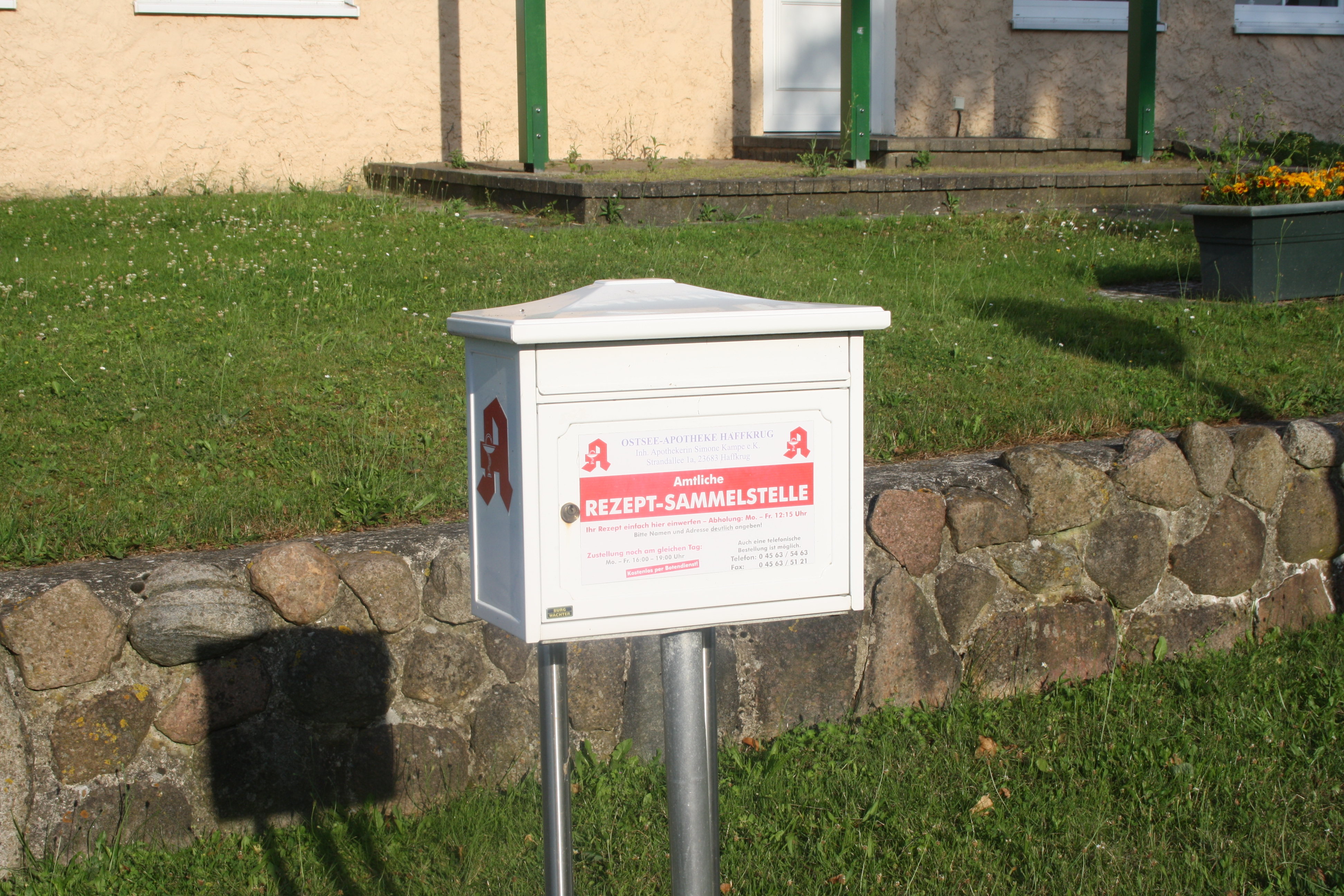
Rezeptbriefkasten Süsel

Mit Rezeptsammelstelle bezeichnet das deutsche Apothekerrecht einen speziellen Briefkasten in Orten ohne eigene Apotheke, in den Kunden Rezepte einwerfen können, um diese von der Apotheke geliefert zu bekommen.
Die Einrichtung einer Rezeptsammelstelle bedarf der Erlaubnis der Behörde; diese wird für drei Jahre erteilt und kann verlängert werden. Die Rezeptsammelstelle muss die Apotheke mit genauer Anschrift sowie die Leerungszeiten angeben; die Arznei muss anschließend persönlich an den Kunden überbracht werden. Rezeptsammelstellen dürfen nicht in Gewerbebetrieben (also in Supermärkten oder anderen Geschäften) und nicht in Arztpraxen eingerichtet werden. In der Regel finden sich Rezeptsammelstellen daher an einem zentralen Platz wie dem Dorfplatz. Die Zahl der Rezeptsammelstellen unterscheidet sich je nach Bundesland; in Thüringen waren im Jahr 2019 79 Rezeptsammelstellen eingerichtet.
Grundsätzlich kann jede zugelassene Apotheke in Deutschland Rezeptsammelstellen an einem beliebigen Ort einrichten. Wollen zwei Apotheken im selben Ort eine Rezeptsammelstelle einrichten, entscheidet die Wegstrecke in Metern über den Zuschlag und zwar unabhängig von verkehrlichen Gegebenheiten (z. B. saisonale Fährverbindungen).
Mit dem Apothekensterben in Deutschland finden Rezeptsammelstellen zunehmende Verbreitung.